# 오쿠사 마쓰다이라가
오쿠사 마쓰다이라 가(일본어: 大草松平家)는 미카와국 누카타군 오쿠사 향(아이치현 누카타 군 고타정幸田町) 출신의 마쓰다이라씨로, 이와즈(岩津)의 마쓰다이라 노부미쓰의 5남 마쓰다이라 미쓰시게(松平光重)를 시조로 한다. 18 마쓰다이라 또는 14 마쓰다이라의 하나라 여겨진다. 처음에는 오카자키 마쓰다이라가(岡崎松平家)라 칭했다고도 한다. 종가에 대항적인 태도를 취하여 제3대 노부사다(信貞, 마사야스昌安)의 시대에 마쓰다이라 기요야스에게 반기를 들었지만 패하고, 4대 마사히사(昌久)는 미카와 잇코잇키(三河一向一揆)에서 잇키 측에 붙었다. 이 때문에 오쿠사 마쓰다이라 가는 일시적으로 추방되었다. 다시 일문으로 회복된 것은 제7대 마쓰다이라 야스야스(松平康安)의 시대로, 종가 도쿠가와 이에야스에게 충성을 다하여 하타모토 가문이 되어 6천 석을 받았다. 그러나 제9대 마사나가(正永)의 대에서 후계자가 없었기 때문에 결국 절가(絶家)되었다.

## 출신 및 연혁
분메이 연간(1469~1487년), 오카자키성주 사이고 요리쓰구(西郷頼嗣)는 마쓰다이라 노부미쓰와 전투에서 패하여, 오카자키 성을 노부미쓰에게 양도하고 자신은, 자신의 영지 오쿠사 향으로 은퇴했다. 이 때, 마쓰다이라 노부미쓰는 5남 미쓰시게를 요리쓰구의 딸과 혼인시켜 오카자키 성주로 삼고, 미쓰시게를 오카자키에 분가시켰다. 그 후, 미쓰시게의 적자 지카사다(親貞)는 후계자가 없는 채로 요절하여, 사이고 요리쓰구의 친자라 여겨지는 노부사다가 양자로 들어가 지카사다의 뒤를 이었다.
마쓰다이라 노부사다는 일설에 친부의 사이고 성(姓)으로 돌아가, 사이고 단죠자에몬(西郷弾正左衛門)이라 칭했다고 여겨진다. 그는 새롭게 야마나카 성(山中城)을 방비하고 이웃의 영지를 빼앗아, 종가 안죠 마쓰다이라 가(安城松平家)의 마쓰다이라 기요야스에게 반기를 들었지만, 야마나카 성이 기요야스의 공격으로 함락되자 두려워져 항복했다. 노부사다는 조부의 선례처럼 오카자키 성을 기요야스에게 양도하고, 적녀 오하루(於波留)를 기요야스에게 시집보내고, 자신은 선조의 땅 누카타 군 오쿠사 향으로 이주했다. 이후 자손은 당분간 그곳의 오쿠사 성을 근거로 했기 때문에 오쿠사 마쓰다이라가라고 불렸다.
노부사다의 아들 마사히사는 미카와 잇코잇키에서 종가의 도쿠가와 이에야스를 배신하고 잇키 측에 가담했지만, 잇키군이 패배했기 때문에 도망쳐 영지 오쿠사를 몰수당했다. 이에 의해 마사히사는 아들 미쓰미쓰(三光)와 함께 떠도는 몸이 된다. 후에 6대 당주 마사치카(正親)의 적자 야스야스의 대에 이에야스의 장남 노부야스(信康)의 하타모토로서 복귀했다고 여겨진다.
마쓰다이라 야스야스는 도쿠가와 이에야스의 적자 노부야스에게 사관했다. 그는 철포 사격에 능숙하여, 아시가루(足軽) 대장으로서 다케다씨(武田氏)·호조씨(北条氏) 와의 전투에서 활약했다. 이에야스 사후, 쇼군 도쿠가와 히데타다에게 6천 석을 받았다. 제8대 마사토모(正朝)는 이에야스·히데타다의 양대 쇼군에게 사관하고, 후에 스루가 대납언(大納言) 도쿠가와 다다나가(徳川忠長)를 모셨지만 다다나가 개역(改易)에 연좌되어 영지를 몰수당했다. 이후 미토 도쿠가와가(水戸徳川家)에 사관하여 가로(家老)가 되었지만, 뒤를 이은 아들 마사나가는 후계자가 없어 절가되고 말았다.

## 역대 당주
1. 마쓰다이라 미쓰시게(통칭은 기이노카미紀伊守·号榮金)
2. 마쓰다이라 지카사다(통칭은 사마노죠左馬允·오카자키 사마노죠)
3. 마쓰다이라 노부사다(보통 마사야스라고 알려져 있는데, 일설에는 법호라고도 한다. 통칭은 단죠자에몬, 사이고를 칭했다고 여겨진다.)
4. 마쓰다이라 마사히사(시치로七郎)
5. 마쓰다이라 미쓰미쓰(가즈미쓰라고도 읽는다. 통칭은 젠시로善四郎·젠베에善兵衛·겐타로源太郎)
6. 마쓰다이라 마사치카(통칭은 젠시로·젠베에)
7. 마쓰다이라 야스야스(통칭은 젠시로·젠베에, 관직명은 이와미노카미石見守, 관위는 종5위하)
8. 마쓰다이라 마사토모(통칭은 젠시로, 관직명은 이키노카미壱岐守, 관위는 종5위하)
9. 마쓰다이라 마사나가(통칭은 젠시로, 관직명은 이키노카미·이나바노카미因幡守, 관위는 종5위하)

## 간략한 가계도
＊굵은 선은 친자, 가는 선은 양자.
```
 
마쓰다이라 노부미쓰
（종가 제3대）       　　　　　사이고 요리쓰구（오카자키 성주）
 　┃                                         　　  ┣━━━┓
 미쓰시게（오쿠사 마쓰다이라 초대）                 ┃　 여자（마쓰다이라 미쓰시게의 처）
   ┃                                　 　          ┃
 지카사다                                        　 ┃
 　│ ┏━━━━━━━━━━━━━━━━━━━━━━┛
 노부사다 (마사야스）
　 ┣━━━━━┓
 마사히사　 
가가쿠인
(華岳院, 오하루, 마쓰다이라 기요야스의 처）
　 ┃
 미쓰미쓰
   ┃
 마사치카
   ┃
 야스야스
   ┣━━━━━━┳━━━━━━━━━┳━━━━━━━━┳━━━━━━━━━┓
 마사토모　　
시게나리
(重成)　　
나리쓰구
(成次)　　
야스노부
(康信)　       　여자
   ┣━━━━━━┳━━━━━━━━━┓
 마사나가　　
마사무라
(正村)　　
시게유키
(重之)
```

## 같이 보기
- 18 마쓰다이라